# Aron Puiuțiu
Aron Puiuțiu (n. 1866, Târnava, comuna Brănișca, județul Hunedoara – d. 1943, Leșnic, județul Hunedoara) a fost un deputat în Marea Adunare Națională de la Alba Iulia , organismul legislativ reprezentativ al „tuturor românilor din Transilvania, Banat și Țara Ungurească”, cel care a adoptat hotărârea privind Unirea Transilvaniei cu România, la 1 decembrie 1918 :pp. 220-221.

## Biografie
A făcut școala primară, iar ulterior devine primar în Leșnic, județul Hunedoara :pp. 220-221.

## Activitatea politică
Ca deputat în Adunarea Națională din 1 decembrie 1918 a fost delegat al Cercului electoral Dobra :pp. 220-221.